# Spiroctenus lightfooti
Spiroctenus lightfooti is een spinnensoort in de taxonomische indeling van de bruine klapdeurspinnen (Nemesiidae).
Spiroctenus lightfooti werd in 1902 beschreven door Purcell.